# Shame
Shame е поп песен, написана от Кристиан Балард, Тим Хейвс, Пийт Къртли и Андрю Мъри за дебютния студиен албум на Monrose – Temptation (2006). Съпродуценти са продуцентските тимове Жиант и Сноуфлейкърс, като песента получава позитивна оценка от музикалните критици. Песента е пусната на пазара като първия сингъл от албума на 1 декември 2006, като достига номер едно в Германия, Австрия и Швейцария.